# Ary Bitter
Pour les articles homonymes, voir Bitter.
Ary Jean Léon Bitter, né à Marseille le 29 mai 1883 et mort le 14 juin 1973 à Paris, est un sculpteur français.

## Biographie
Membre de la Société des artistes français, élève de Jules Coutan, Ary Bitter obtient une médaille d'argent au Salon des artistes français de 1921 puis la médaille d'or en 1924 avant d'être classé hors-concours.
Il sculpte à Marseille une stèle dédiée à la victoire et aux poilus, (à Mazargues), ainsi qu'un obélisque (à Saint-jérome).
En 1939, il reçoit commande du FNAC pour trois petites gargouilles en bronze destinées aux sorties d'eau du soubassement d'une fontaine monumentale à Pithiviers.
Deux de ses sculptures (Le soleil et la mer et Le monde et l'énergie, aussi connue sous le nom des Deux lions) ornent l'escalier monumental de la gare de Marseille-Saint-Charles.
D'après Édouard-Joseph, le musée du Luxembourg a possédé de lui une statue de pierre représentant Diane. L’œuvre semble de nos jours perdue mais le musée de la Piscine à Roubaix possède une Diane Chasseresse qui pourrait correspondre à cette statue.

## Distinctions
Ary Bitter est nommé chevalier de l'ordre national de la Légion d'honneur par décret du 13 juillet 1932.